# 張慶 (1928年)
張慶（1928年3月15日—1951年6月29日），河南省商邱縣马牧集（今河南省商丘市虞城县城关镇）人，中國共產黨員，台灣大學歷史系肄業，戰後來台參與中共中央社會部台灣工作站活動，受牽連判處死刑，1951年6月29日槍決於台北水源路刑場。

## 生平
張慶，1928年生於河南省商邱縣（今商丘市虞城縣），1948年赴台就讀台灣大學歷史系。
1948年中共中央社會部部長李克農先後派遣朱芳春(化名非)、蕭明華及凱等多名特工赴台發展組織，非開辦「實用心理學補習班」講課，藉機吸收組織成員，成立「臺灣青年解放同盟」和「新民主主義青年團」。1949年8月非返回中國，李克農即指示不可再組織讀書會，會很容易被破獲，要求他們化整為零，並改為單線聯絡，並且以蒐集情報與策反為工作重點，1949年10月于非回台後，將組織名稱改為中共中央社會部台灣工作站，負責情報偵蒐與策反工作。
凱年幼時就加入共青團，來台後經常向物理系女同學姜民權講述過往學生運動的故事，姜民權口述歷史稱他是「小紅鬼」，凱在中共中央社會部台灣工作站中負責學運工作，凱與張慶是台大歷史系同學，兩人與物理系姜民權三人成立小組，利用台大耕耘社、海天歌詠團、新生劇團吸收台大學生加入組織。張慶積極組織活動，吸收石小岑、來德裕、林文芳、林玉剪、董士榮、路統信等數人。
在國防部任職的蘇藝林負責軍事情蒐，部分地圖透過凱交予張慶繪製基隆要塞圖。相關軍事地圖多件由凱、張慶等取至光榮照相館拍成膠捲便于攜帶。1950年2月情治機關發覺非身分，在非住處逮捕蕭明華。非潛逃至花蓮孫玉林處躲藏，透過孫玉林、周一粟買通白靜寅取得諜報證，1950年3月22日非帶著包含「海南島作戰計畫書」、「臺灣省作戰計畫書」等多達二十幾種相關軍事情報之相片膠卷，從基隆搭船往香港返回上海，同年5月海南島全島遭到中共解放。
1950年5月張慶遭到逮捕，審訊期間堅不吐實，隨著保密局安插幹員至各牢房監聽與策反相關成員，案情逐漸擴大，中共中央社會部台灣站瓦解，上百人受到牽連抓捕，1951年7月全案偵查進入後續收網階段，調查局在香港新聞天地週刊刊登整刊的特稿，以李克農照片為封面，標題中共社會部首領李克農的潛台組織已被一網打盡。
張慶與同案蘇藝林、陳平、田子彬、安學林、熙、嚴明森、孫玉林、劉維杰、白靜寅、徐毅、周一粟、葛仲卿、譚興坦、林振成、簡桂生、馬學樅、李學驊共18人被判處死刑，1951年6月29日槍決於水源路刑場。

## 紀念
2013年10月，北京西山國家森林公園的無名英雄廣場上立有無名英雄紀念碑，為紀念來台灣在1950年代被處決「隱避戰線烈士」而設立，張慶銘刻於紀念碑上，為中国国家安全部追認之中華人民共和國烈士。
張慶參與解放台灣壯烈犧牲，1989年經河南省人民政府批准追認為中華人民共和國烈士。
張慶烈士紀念碑聳立於河南商丘中國共產黨黨史教育基地虞城县烈士陵园中。
姜民權口述歷史對張慶評價很高，認為他才是真正的共產黨員。

## 平反
2018年10月4日，促進轉型正義委員會第一批平反，依據促轉會107年9月26日本會第9次委員會議決議，撤銷受難者林慶雲君等1270人之刑事有罪判決暨其刑，其中(40)安潔字第436號，有關張慶意圖以非法之方法顛覆政府而著手實行之有罪判決暨其刑及沒收之宣告正式撤銷。